# Semlac, Arad
Semlac (în maghiară Szemlak, în germană Semlak) este o comună în județul Arad, Crișana, România, formată numai din satul de reședință cu același nume.
Se află la o altitudine de 90 m deasupra nivelului mării. Are o suprafață de 83,11 km². Populația este de 3.474 locuitori, determinată în 1 decembrie 2021, prin recensământ, chestionar.

## Așezare
Localitatea Semlac este situată în sud-vestul Câmpiei Aradului, în lunca largă a Mureșului, la o distanță de 37 km față de municipiul Arad și are o suprafață de 8311 ha. 

## Istoric

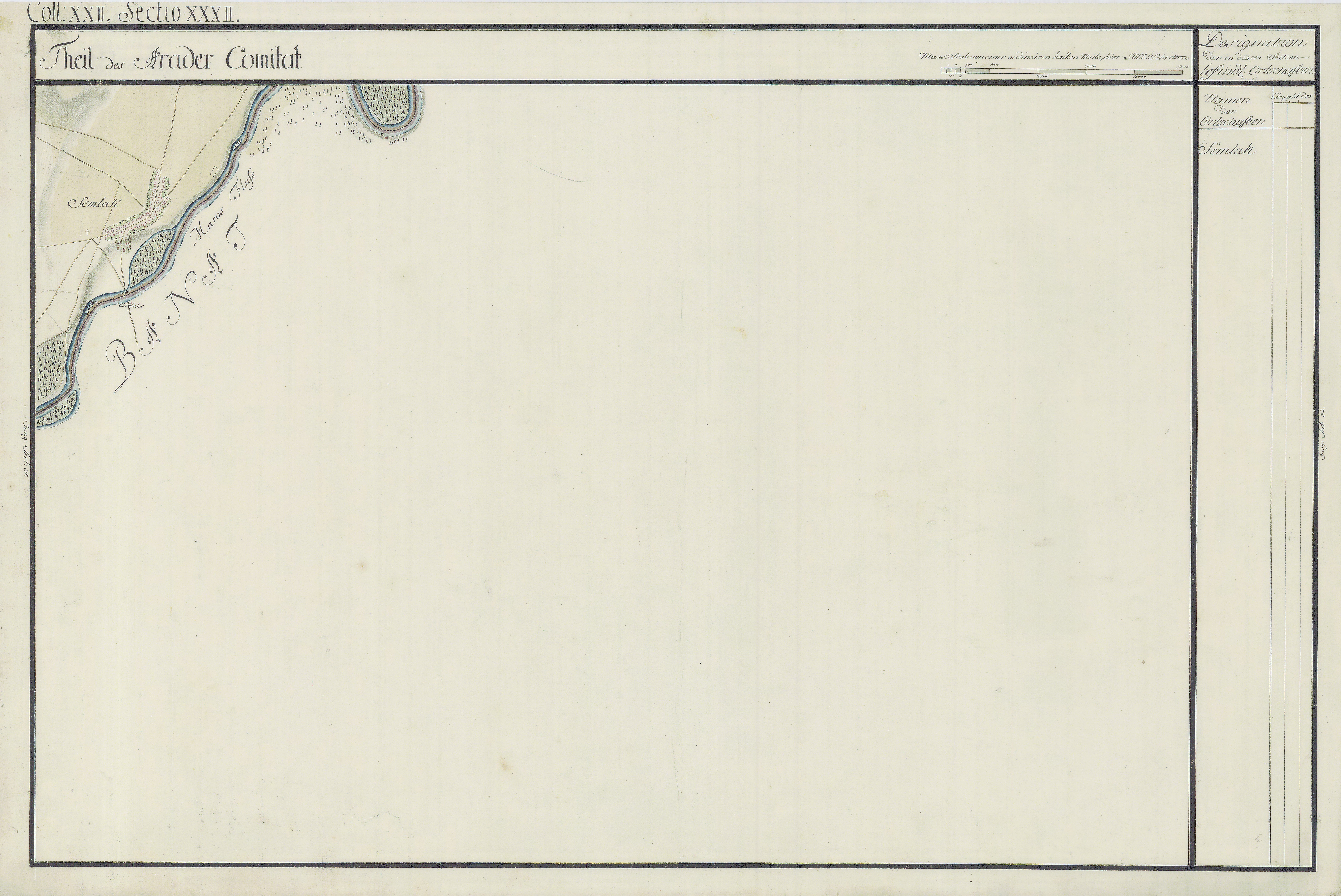
Semlac în Harta Iosefină a Comitatului Arad, 1782-85

Prima atestare documentară a localității Semlac datează din anul 1256.

## Demografie
Componența etnică a comunei Semlac
     Români (81,64%)
     Romi (6,48%)
     Germani (1,64%)
     Maghiari (1,35%)
     Alte etnii (0,86%)
     Necunoscută (8,03%)
Componența confesională a comunei Semlac
     Ortodocși (70,18%)
     Penticostali (8,06%)
     Greco-catolici (3,94%)
     Romano-catolici (3,37%)
     Evanghelici augustani (1,01%)
     Alte religii (4,55%)
     Necunoscută (8,89%)
Conform recensământului efectuat în 2021, populația comunei Semlac se ridică la 3.474 de locuitori, în scădere față de recensământul anterior din 2011, când fuseseră înregistrați 3.667 de locuitori. Majoritatea locuitorilor sunt români (81,64%), cu minorități de romi (6,48%), germani (1,64%) și maghiari (1,35%), iar pentru 8,03% nu se cunoaște apartenența etnică. Din punct de vedere confesional, majoritatea locuitorilor sunt ortodocși (70,18%), cu minorități de penticostali (8,06%), greco-catolici (3,94%), romano-catolici (3,37%), evanghelici augustani (1,01%) și altele (1,35%), iar pentru 8,89% nu se cunoaște apartenența confesională.

## Politică și administrație
Comuna Semlac este administrată de un primar și un consiliu local compus din 13 consilieri. Primarul, Letiția Stoian[*], de la Partidul Național Liberal, este în funcție din 1996. Începând cu alegerile locale din 2024, consiliul local are următoarea componență pe partide politice:
|  | Partid                          | Consilieri | Componența Consiliului | Componența Consiliului | Componența Consiliului | Componența Consiliului | Componența Consiliului | Componența Consiliului | Componența Consiliului | Componența Consiliului | Componența Consiliului |
|  | ------------------------------- | ---------- | ---------------------- | ---------------------- | ---------------------- | ---------------------- | ---------------------- | ---------------------- | ---------------------- | ---------------------- | ---------------------- |
|  | Partidul Național Liberal       | 9          |                        |                        |                        |                        |                        |                        |                        |                        |                        |
|  | Alianța pentru Unirea Românilor | 2          |                        |                        |                        |                        |                        |                        |                        |                        |                        |
|  | Partidul Social Democrat        | 2          |                        |                        |                        |                        |                        |                        |                        |                        |                        |

## Economia
Economia este predominant agrară, localitatea fiind cunoscută în regiune ca un important bazin cerealier și legumicol.
Producțiile bune obținute susțin sectorul zootehnic, sector agricol specializat în creșterea porcilor și bovinelor.

## Turism
Deși pentru mulți turiști Semlacul reprezintă o zonă de tranzit, Parcul Natural Lunca Mureșului este obiectivul turistic de
importanță majoră de pe teritoriul localității.

## Personalități
.Ioan Danicico (16.07.1898 - 20.06.1981) născut la Semlac. Fiu de Țăran din familie cu 5 copiii. Medic Urolog, șef al Clinicii de Semiologie Chirurgicală Timișoara (1952-1966). Profesor Universitar Doctor Docent.  1954 devine Profesor în Chirurgie în cadrul Facultății de Medicină a Universității din Timișoara. Studii de perfecționare la Facultatea de Medicină din Dijon, Director al Spitalului Oravița.Autor a numeroase studii și lucrări. Peste 30000 de intervenții chirurgicale. Din 1999 Cetățean de onoare la Semlacului Post Mortem,  2005 Școala Generală (gimnazială clasele 1-8) primește numele Școala Generală "Dr. Ioan Danicico"- Semlac (sursa http://scoalasemlac.blogspot.com/)
- Patrichie Țiucra (1884-1962) preot , protopop al Timișoarei și supraveghetor al construcției Catedralei Mitropolitane începând cu 1936. Delegat ca reprezentant al Semlacului la Marea Adunare Națională de la 1 Decembrie 1918 de la Alba Iulia. Doctor în drept civil din 4 noiembrie 1917 la Universitatea din Cluj
- Romul Ganea (1881 - 1960), deputat în Marea Adunare Națională de la Alba Iulia 1918.
- Alexandru Fântânaru (1895-1958), avocat, oponent al regimului comunist, condamnat la moarte.
- Helmuth Duckadam (1959-2024), portar al echipei naționale de fotbal a României, supranumit „Eroul de la Sevilla”; a jucat la echipele Steaua București și Constructorul Arad.
- Otmar Szafnauer (n. 1964), inginer și manager principal de Formula 1.